# 兰凯恩
兰凯恩是德国莱茵兰-普法尔茨州的一个市镇。总面积10.61平方公里，总人口914人，其中男性452人，女性462人（2011年12月31日），人口密度86人/平方公里。